# Madame de Brinvilliers
Marie-Madeleine Anne Dreux d'Aubray, marquesa de Brinvilliers (22 de julio de 1630-17 de julio de 1676), fue una aristócrata francesa acusada de tres asesinatos. Fue condenada a raíz de unas cartas escritas por su amante y de una confesión bajo tortura, motivo por el cual su culpabilidad no puede ser probada con certeza en la actualidad.

## Primeros años
Hija de Antoine Dreux d'Aubray, un magistrado, contrajo matrimonio a los veintiún años con Antoine Gobelin de Brinvilliers, quien la abandonó al poco tiempo. Tras haber tenido varios amantes, se enamoró de Godin de Sainte-Croix, capitán de caballería, relación que el padre de la marquesa desaprobaba debido a que su hija era una mujer casada.

## Crímenes
Según los cargos imputados a ella en 1675, en 1666 Brinvilliers conspiró con Sainte-Croix para envenenar a su padre, acabando también en 1670 con la vida de dos de sus hermanos, Antoine y François d'Aubray, con el fin de cobrar la parte de su herencia. Sainte-Croix murió por causas naturales en 1672, por lo que no pudo ser acusado. Hubo rumores de que Brinvilliers había envenenado a varios indigentes durante sus visitas al Hôtel-Dieu, con el fin de probar la efectividad del veneno, aunque no llegó a ser acusada de ninguna de estas muertes.
Los cargos contra Brinvilliers se basaron en unos diarios y cartas hallados en posesión de Sainte-Croix tras su muerte, los cuales estaban guardados en un estuche de cuero rojo sobre el cual había dado instrucciones de no ser abierto hasta la muerte de Brinvilliers. La marquesa fue acusada de utilizar agua tofana como veneno, el cual aprendió a elaborar gracias a Sainte-Croix, quien a su vez lo había aprendido de Exili, preso con el que había compartido celda en la Bastilla.

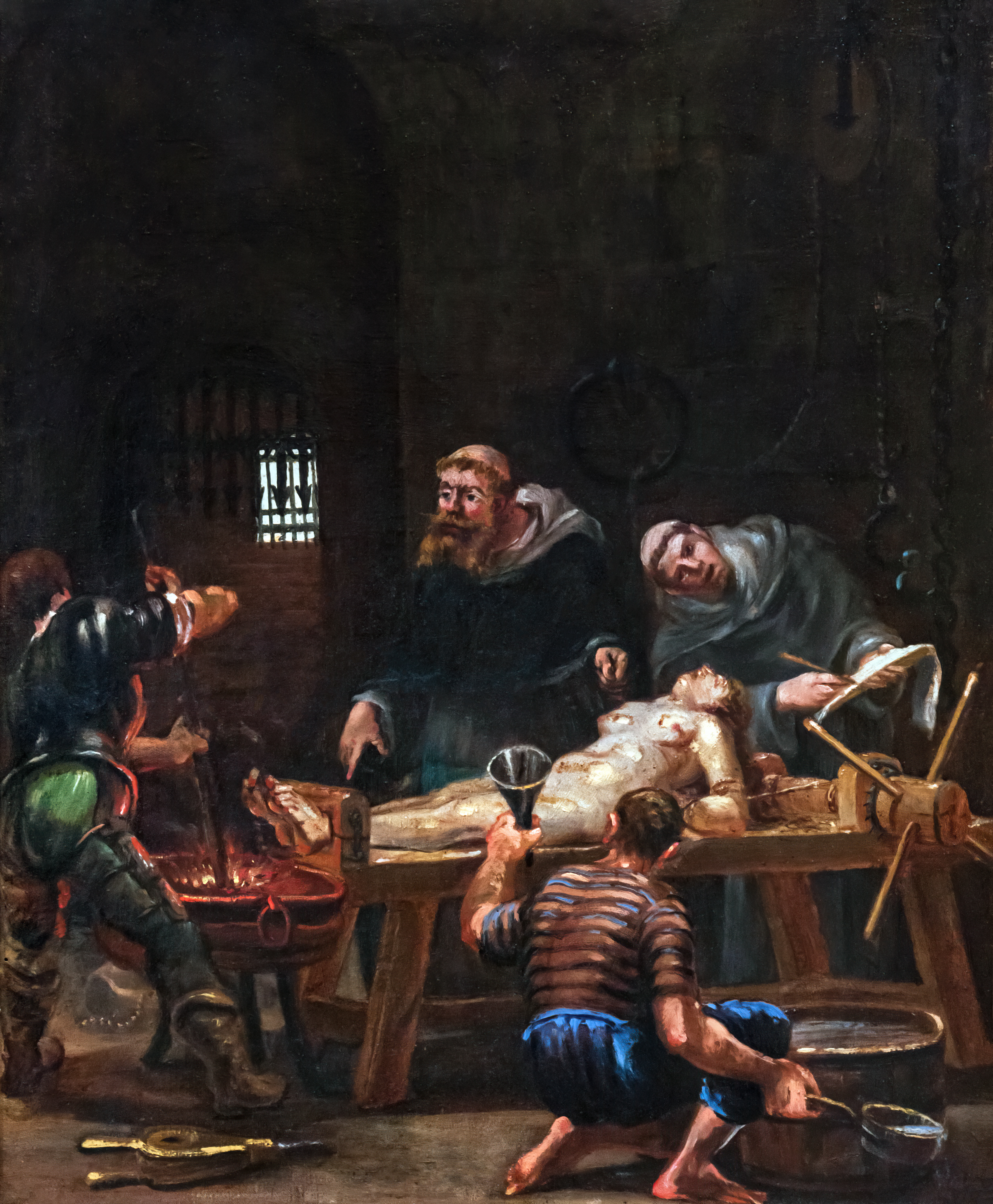
La marquesa de Brinvilliers siendo sometida al tormento del agua.

En 1675, tras ser acusada, Brinvilliers huyó a Inglaterra, Holanda y, finalmente, a un convento próximo a Lieja, donde fue arrestada por el teniente Desgrais, quien se había hecho pasar por cura para poder detenerla. El 17 de julio de 1676, Brinvilliers fue sometida al tormento del agua, un método de tortura consistente en obligar al reo a ingerir grandes cantidades de agua (más de nueve litros), tras lo cual confesó. Ante la evidencia de los documentos de Sainte-Croix y de su propia confesión, la marquesa fue condenada a muerte, pese a las objeciones de su abogado. Fue decapitada y su cuerpo quemado en la hoguera.
Su juicio y el posterior escándalo surgido en torno al caso provocaron el inicio del asunto de los venenos, a raíz del cual varios aristócratas franceses fueron acusados de brujería y envenenamiento.
- Datos: Q268516
- Multimedia: Madame de Brinvilliers / Q268516